# 理查德·克魯斯帕
理查德·茨文·克魯斯帕（德語：Richard Zven Kruspe，1967年6月24日—），德国音乐家，NDH乐队Rammstein的主音吉他手。

## 生涯
16岁那年，Kruspe和他的几个朋友去了捷克斯洛伐克，在那里买了把吉他，他原本打算把它卖掉，因为它十分昂贵会有个不错的利润。但是，当他回到东德时，一个住在他露营地附近的女孩要求他弹奏，他告诉她他不会弹，但她仍旧听着，理查德疯了，并开始拨弄着琴弦。“我弹得更努力”理查德说：“她更兴奋了，有东西砸中了我的头，我知道女孩子都喜欢弹吉他的那个家伙”。这让他对弹吉他产生了兴趣，他开始每天每夜地练习了两年。
当他19岁时，他厌倦了家乡那冷漠的音乐气氛，他搬到了东柏林，并在Lychener路整天玩音乐，大概在两年里理查德跟一套鼓和吉他住在一起，他靠自己创作音乐因为他不认识那边的每个人，理查德说：“这是一段孤独的时光”，但他用它来探索音乐。
1989年10月10日，柏林墙拆除之前，他穿过地铁到达地上时，发现自己身处政治示威者之间，他被击中头部随后被捕，随后在拘留所关押了六天，因为东欧国家的移民潮，被释放时他决定离开东德，通过匈牙利来到了西德，当柏林墙推倒后，他搬回到东柏林。
1994年理查德与他同住的Schneider、Oliver在寻找新的乐队去创造一个新的音乐风格，他从他的第一个乐队'Orgasm Death Gimmick'离开，Rammstein开始成型。

## 个人生活
理查德出生于东德的维滕贝尔格，他有两个姐姐和一个哥哥 （Gordon Kruspe），年幼时他的父母离异，他的母亲再婚但他没有与他的继父和睦相处，他们搬到了维森的一个村庄，由于跟他的继父关系恶劣，理查德十几岁时经常从家里跑出睡在公园的长凳上，后来他靠摔角来宣泄他的愤怒。
1999年10月29日，Kruspe和南非演员Caron Bernstein结婚，婚礼是犹太式的并且理查德为此创作了音乐，在婚姻生活期间他使用理查德·克鲁斯帕-伯恩斯坦这个名字，随后在2001年他从柏林搬往纽约，住在他现在的前妻Caron附近，他们在2004年分开，当确定离婚后他的名字又改回原来的“Kruspe”。2011年他离开纽约因为“在我接下来的一段生活中这不是个适当的环境”并搬回柏林。也正是在这个时候，理查德宣布，他第三次当爸爸了。
他有个女儿Khira Li Lindemann（1991年2月28日出生），她的姓氏Lindemann是因为她的母亲先前嫁给了Rammstein的主唱Till Lindemann，Khira的母亲在离婚时保留了Lindemann这个姓氏，随后她和理查德有了Khira，但两人从未结婚。
他的儿子Merlin Esra Besson出生于1992年12月12日。
Kruspe的第二个女儿Maxime Alaska Bossieux出生于2011年9月28日，她的母亲是Margaux Bossieux，担任朋克乐队Dirty Mary的贝斯手，根据前妻Caron所说，他们离婚的原因之一是Kruspe和Bossieux私事,她和Kruspe似乎有一个上断断续续，再次多年来的关系。
他能够讲一口流利的英语，并在Emigrate中担任英语主唱。